# Kościół Matki Bożej Częstochowskiej w Kiezmarku
Kościół Matki Bożej Częstochowskiej w Kiezmarku – drewniano-murowany rzymskokatolicki kościół parafialny, pw. Matki Bożej Częstochowskiej, zbudowany w 1678 w miejscowości Kiezmark w gminie Cedry Wielkie w województwie pomorskim.
Do 1945 użytkowany przez ewangelików. W 1962 wpisany do rejestru zabytków.

## Historia
Kościół zbudowano w 1678, a przebudowano lub wzniesiono od nowa w 1727. Do 1945 był użytkowany przez protestantów i był kościołem ewangelickim, następnie przejęty przez kościół rzymskokatolicki, poświęcony pw. Matki Bożej Częstochowskiej (prawdopodobnie w 1949) i ustanowiony jako parafialny. Remontowany w 1773, 1939, 1971–72. W latach 2010–2012 przeszedł gruntowny remont i konserwację. Odwodniono teren, wymieniono fundamenty, wzmocniono i zakonserwowano konstrukcję drewnianą, położono nowe tynki, odmalowano sklepienie, wymieniono instalacje. W latach 2017–2018 odnowiono wnętrze, odtworzono sklepienia z lunetami i wstawiono nowy witraż, przedstawiający Jana Pawła II.

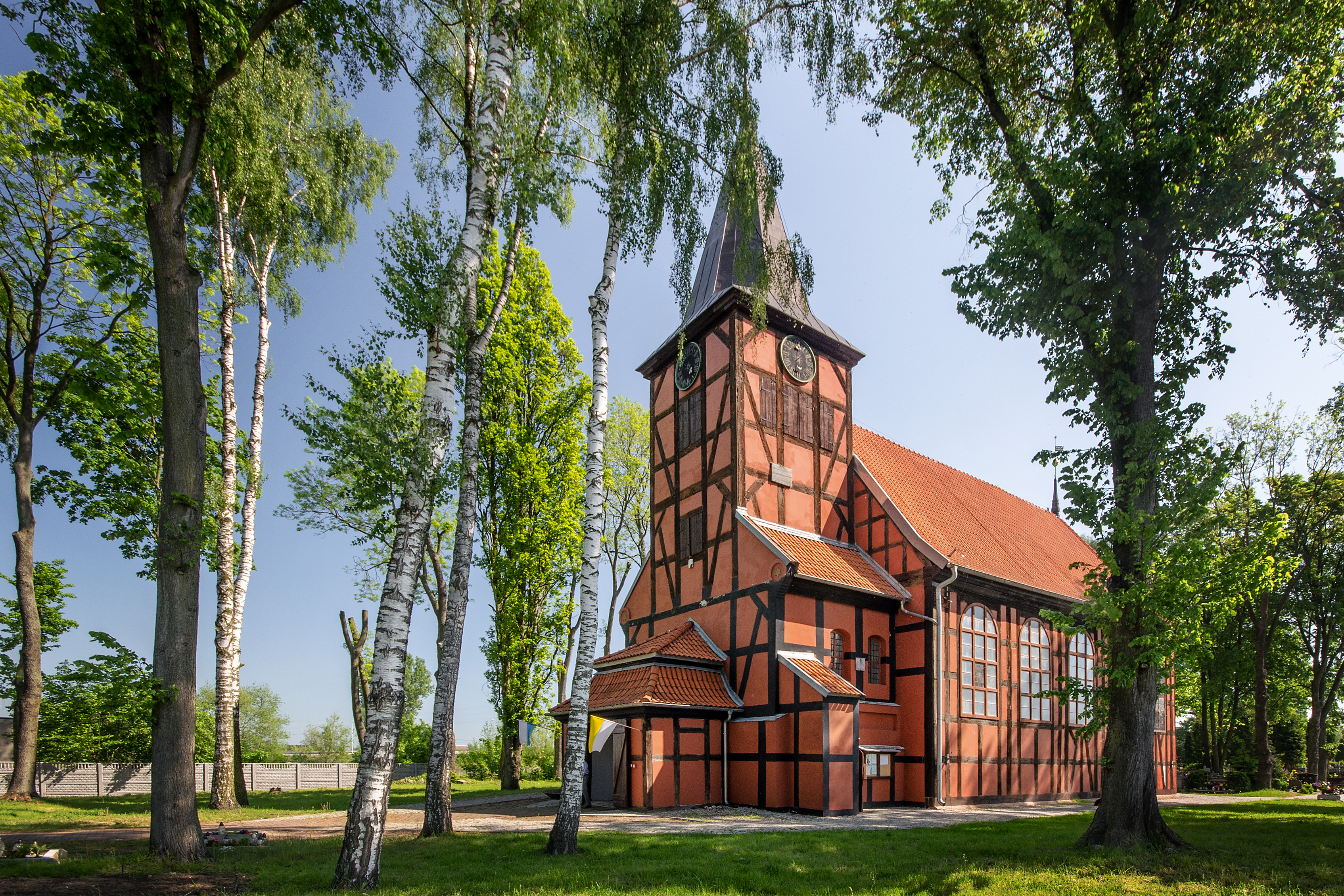
Elewacja południowa
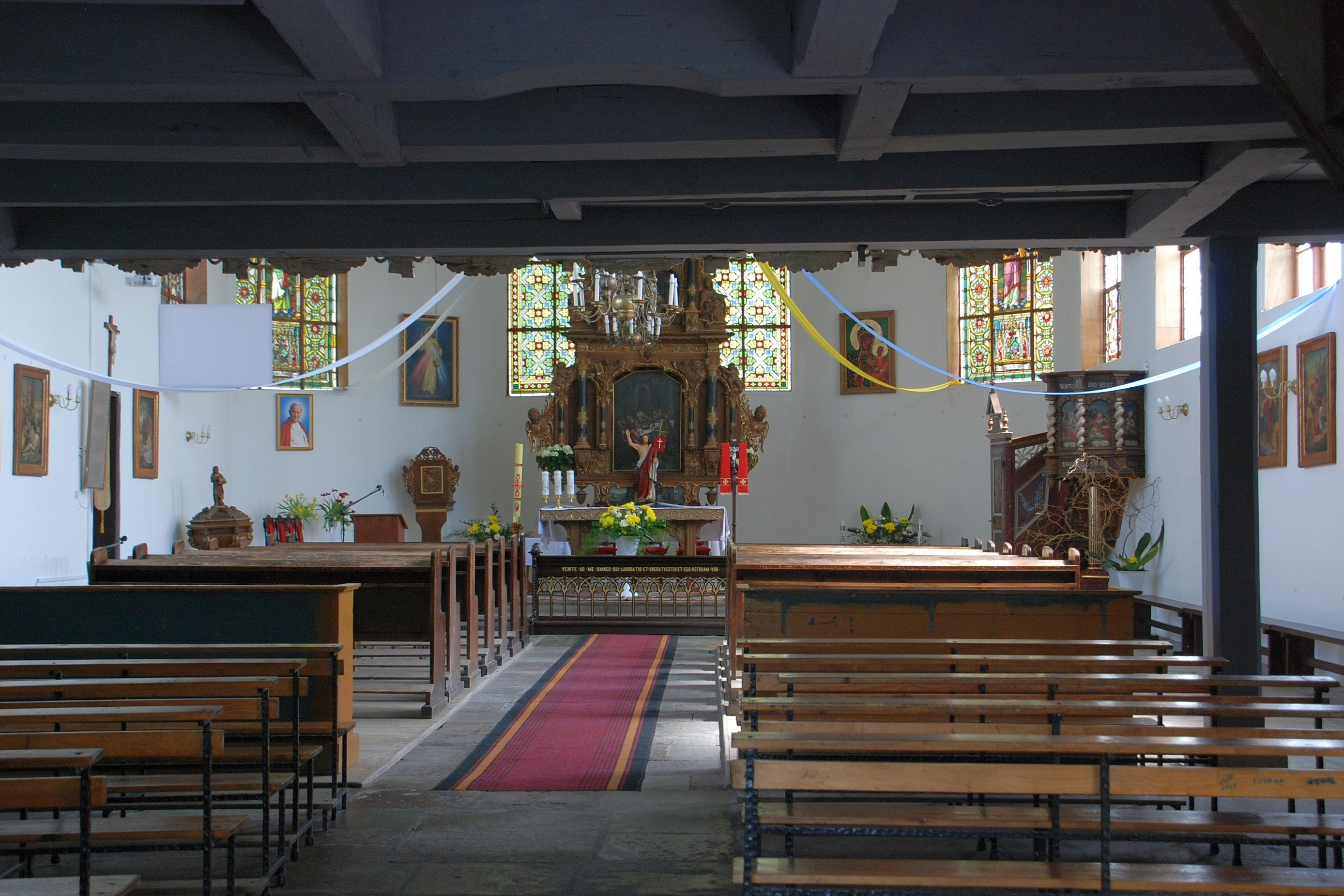
Wnętrze
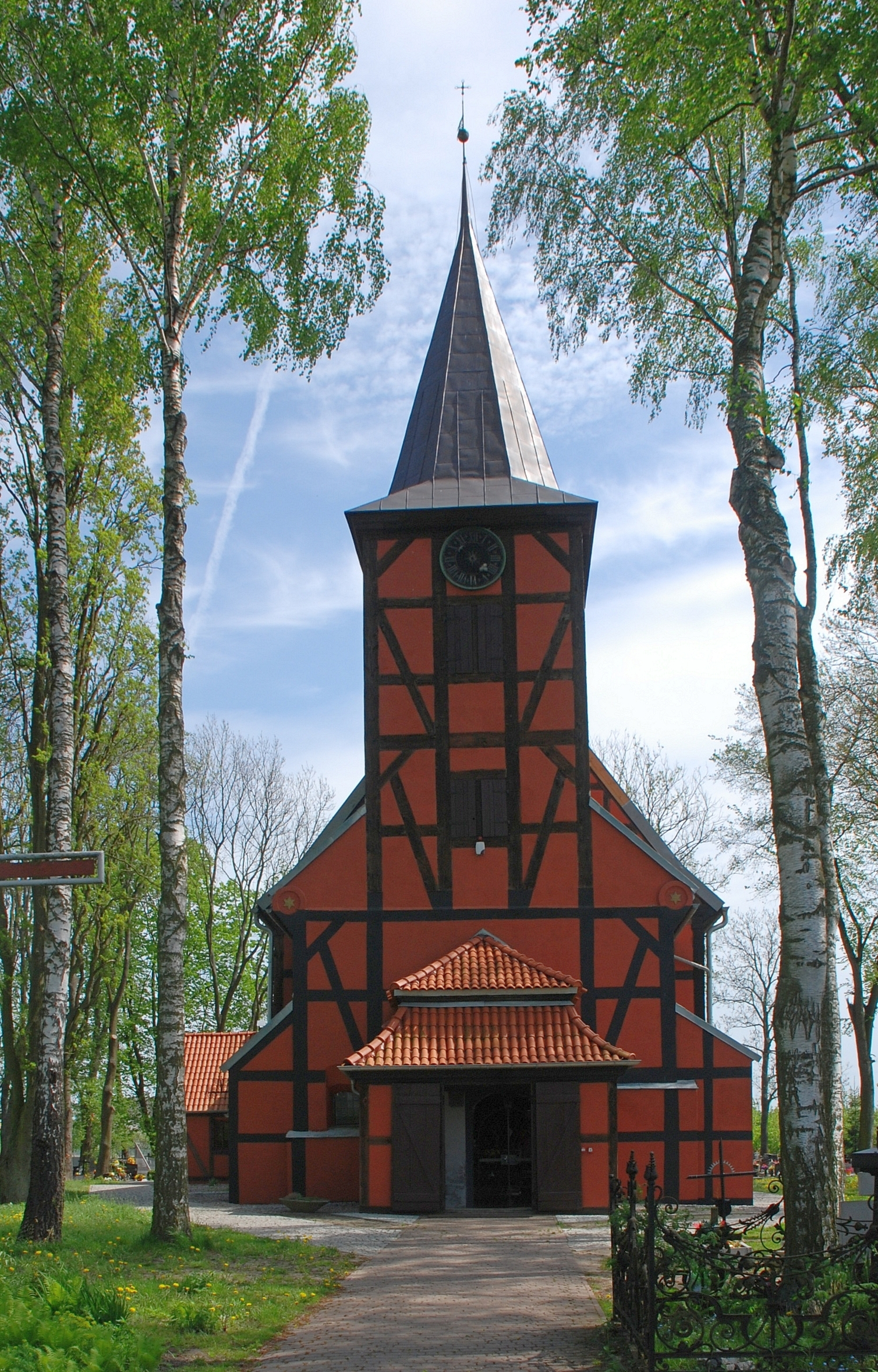
Elewacja frontowa

## Architektura i wyposażenie
Jest to budowla o konstrukcji słupowo-ryglowej, jednonawowa, z wieżą wtopioną w korpus, orientowana. Drewniana konstrukcja szkieletowa ścian wypełniona jest otynkowanymi cegłami. Poprzedzona kruchtą wieża zwieńczona blaszanym, ośmiobocznym dachem wieżowym, posiada boczne aneksy. W górnej jej części znajdują się cztery tarcze zegara mechanicznego, datowane na XIX w., a na ścianie południowej dwa zegary słoneczne, kamienny z datą 1653 i drewniany z początku XIX w. Charakterystyczne duże okna. Dach dwuspadowy, kryty dachówką.
Wnętrze salowe, bez wyodrębnionego prezbiterium, zamknięte pięciobocznie. Po obu stronach przejścia z kruchty do części podwieżowej znajdują się kamienne herby Gdańska z XVI w. Zachowało się oryginalne, barokowe wyposażenie: manierystyczny ołtarz główny, ambona i chrzcielnica. Empora muzyczna wsparta na słupach, o prostej linii parapetu z późnobarokowym prospektem organowym z XVIII w. (prawdopodobnie dzieło Andreasa Hildebrandta) oraz fragmenty stalii z XVIII w. W posadzce świątyni znajduje się 7 płyt nagrobnych z XVI i XVII w.

## Otoczenie
Obok kościoła cmentarz założony w XVII w. z zachowanymi starymi nagrobkami.

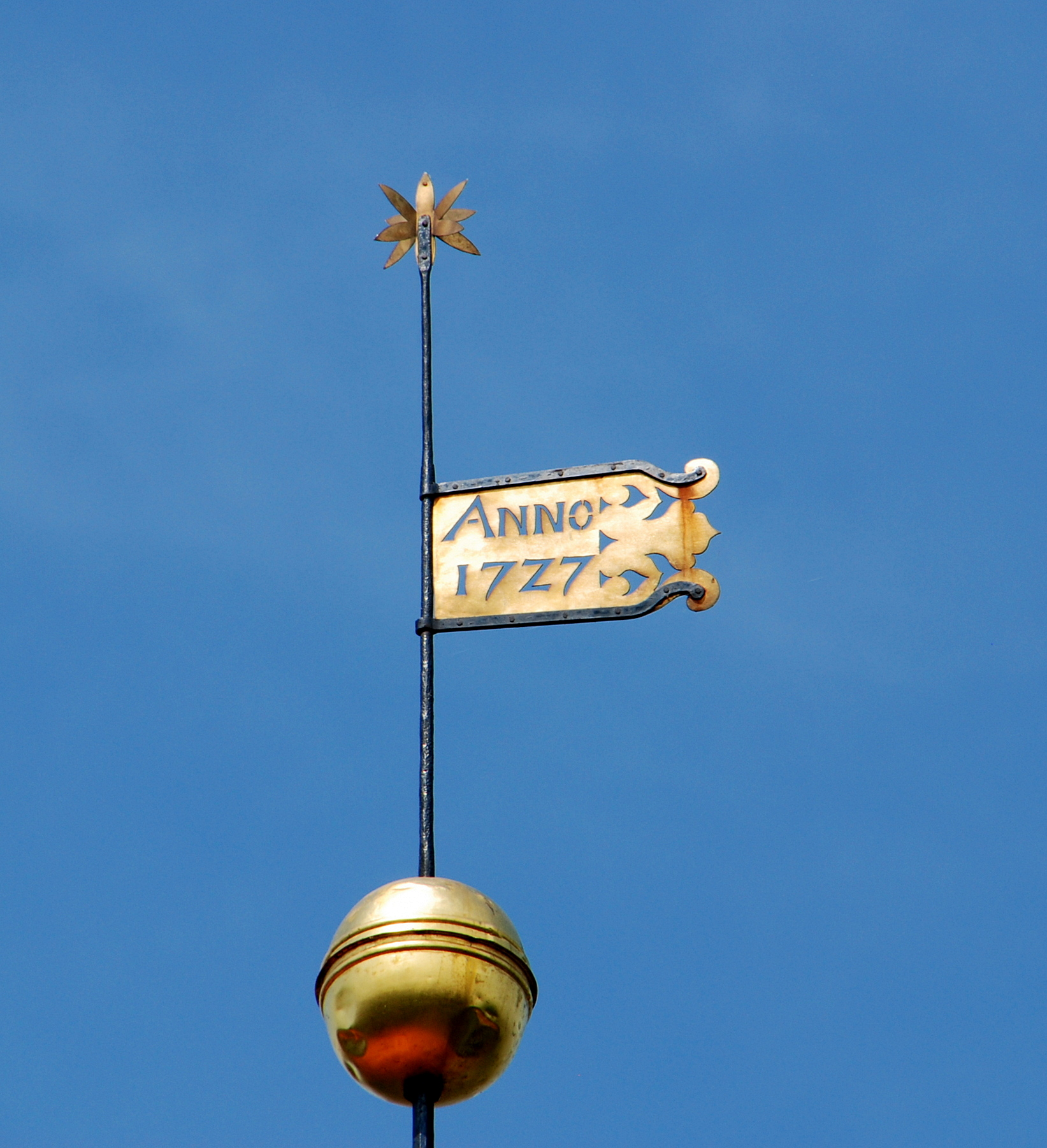
Iglica nad prezbiterium
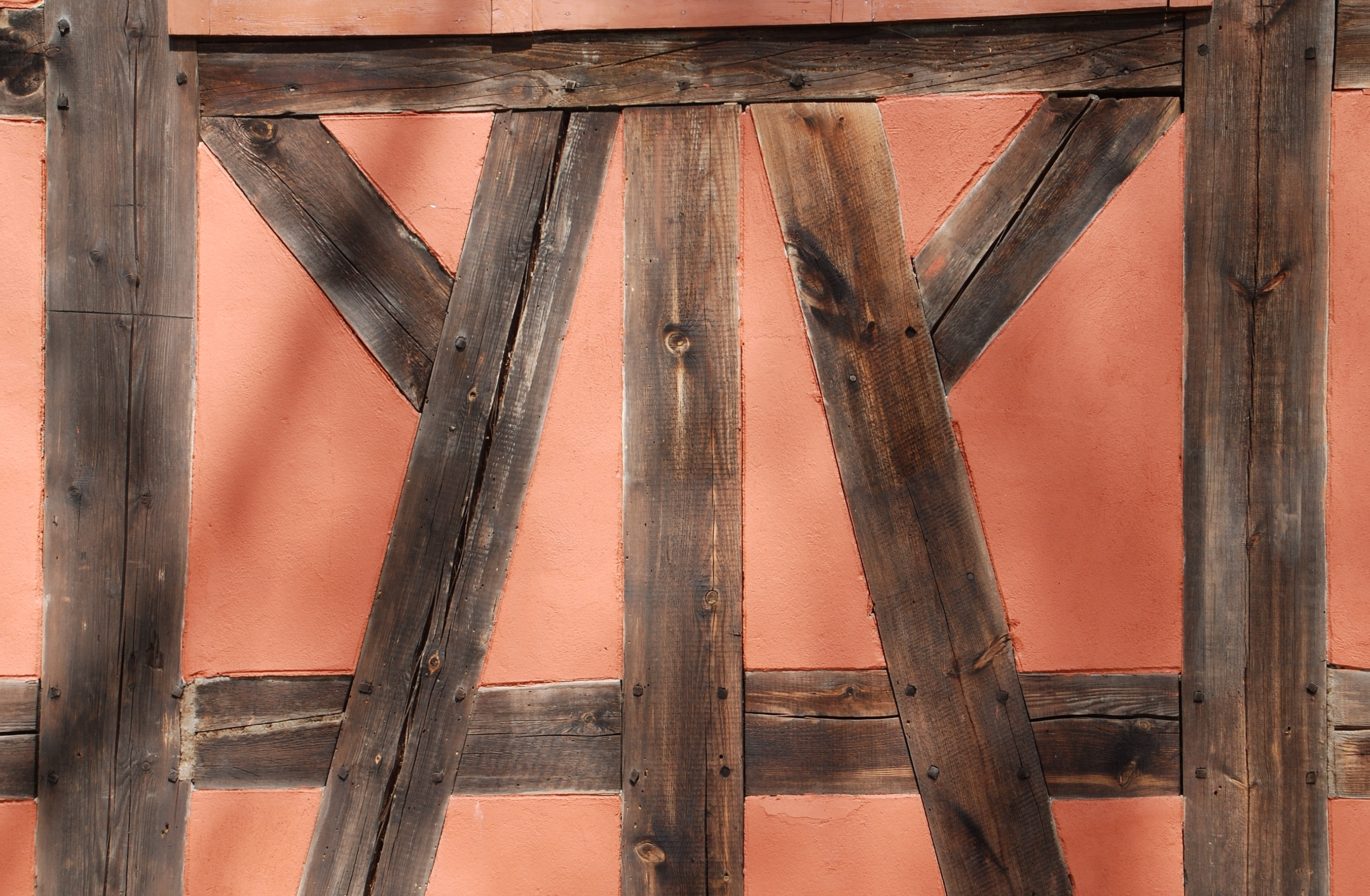
Konstrukcja ścian
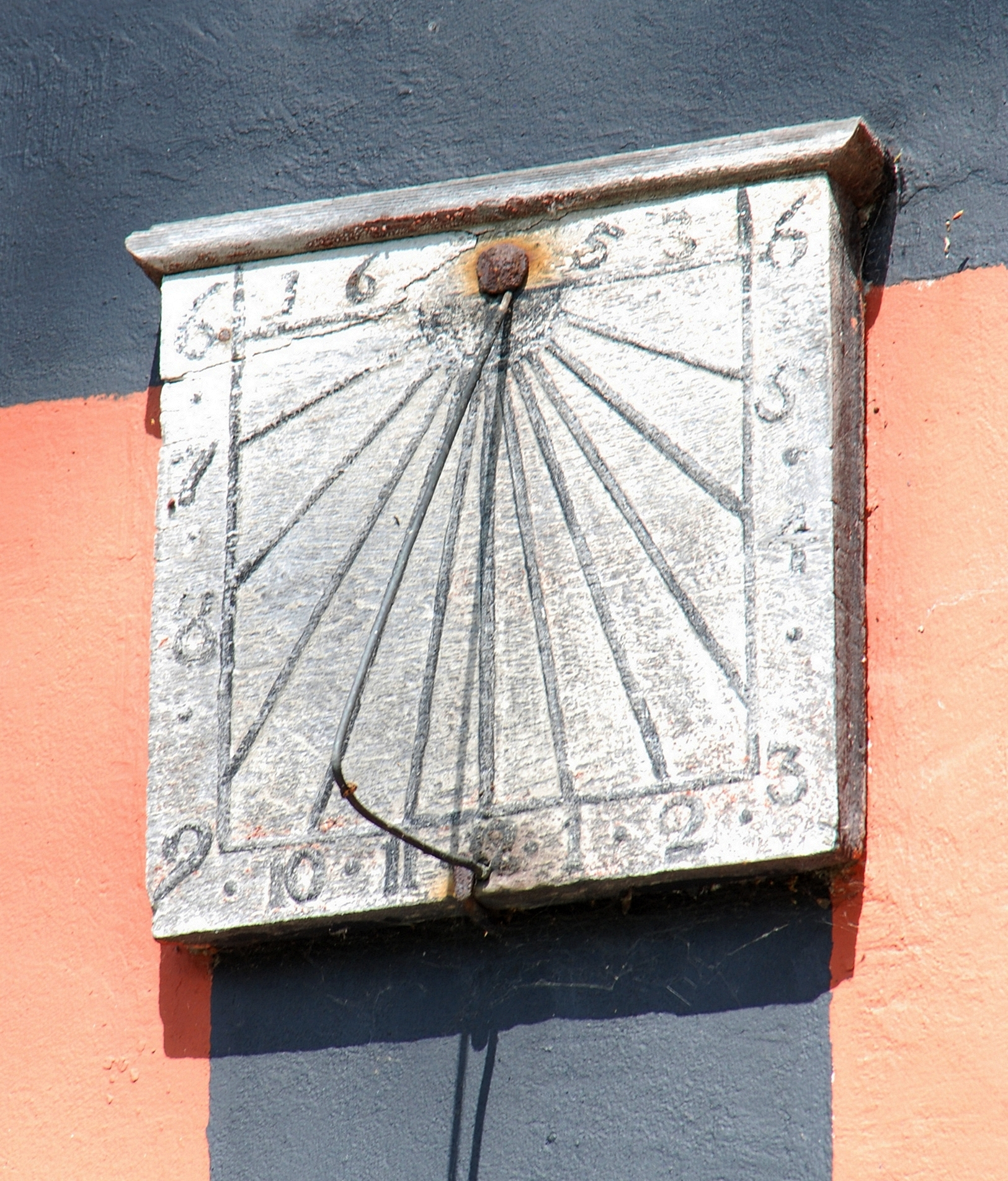
Kamienny zegar słoneczny z 1653